# Torneio de xadrez de Scheveningen de 1905
O Torneio de xadrez de Scheveningen de 1905 foi uma competição internacional de xadrez oraganizado pela Federação Holandesa de Xadrez no bairro de Scheveningen na cidade de Haia entre 31 de julho e 10 de agosto. A competição foi disputada no formato todos-contra-todos e contou com tempo de reflexão foi de 34 movimentos em duas horas e 17 movimentos na hora seguinte. Marshall recebeu um prêmio de ƒ400 pelo título e Laussen recebeu ƒ250 e o título de 'Mestre da Federação Holandesa de Xadrez'.

## Resultados[2]
| #  | Jogador                | 1 | 2 | 3 | 4 | 5 | 6 | 7 | 8 | 9 | 10 | 11 | 12 | 13 | 14 | Total |
| -- | ---------------------- | - | - | - | - | - | - | - | - | - | -- | -- | -- | -- | -- | ----- |
| 1  | Frank Marshall         | * | ½ | 1 | 1 | 1 | 1 | 1 | 1 | 1 | 1  | 0  | 1  | 1  | 1  | 11.5  |
| 2  | Benjamin Leussen       | ½ | * | 1 | 1 | 1 | 1 | 0 | 1 | 0 | 1  | 0  | ½  | 1  | 1  | 9.0   |
| 3  | Rudolf Spielmann       | 0 | 0 | * | ½ | 1 | 1 | 0 | 1 | 1 | 1  | 1  | 0  | 1  | 1  | 8.5   |
| 4  | Rudolf Swiderski       | 0 | 0 | ½ | * | 1 | 0 | 1 | 1 | 0 | 1  | 1  | 1  | ½  | 1  | 8.0   |
| 5  | Oldřich Duras          | 0 | 0 | 0 | 0 | * | 1 | 1 | 0 | 1 | 1  | 1  | 1  | 1  | 1  | 8.0   |
| 6  | Rudolf Loman           | 0 | 0 | 0 | 1 | 0 | * | 1 | 1 | ½ | 0  | 1  | 1  | 1  | 1  | 7.5   |
| 7  | Paul Saladin Leonhardt | 0 | 1 | 1 | 0 | 0 | 0 | * | 1 | 0 | ½  | 1  | ½  | 1  | 1  | 7.0   |
| 8  | Reggio                 | 0 | 0 | 0 | 0 | 1 | 0 | 0 | * | 1 | 1  | 1  | ½  | ½  | 1  | 6.0   |
| 9  | te Kolste              | 0 | 1 | 0 | 1 | 0 | ½ | 1 | 0 | * | 1  | 0  | 0  | 1  | 0  | 5.5   |
| 10 | Shories                | 0 | 0 | 0 | 0 | 0 | 1 | ½ | 0 | 0 | *  | 1  | 1  | 1  | 1  | 5.5   |
| 11 | Bleijkmans             | 1 | 1 | 0 | 0 | 0 | 0 | 0 | 0 | 1 | 0  | *  | 1  | 0  | 1  | 5.0   |
| 12 | Oskam                  | 0 | ½ | 1 | 0 | 0 | 0 | ½ | ½ | 1 | 0  | 0  | *  | 0  | 0  | 3.5   |
| 13 | Trimborn               | 0 | 0 | 0 | ½ | 0 | 0 | 0 | ½ | 0 | 0  | 1  | 1  | *  | 0  | 3.0   |
| 14 | Esser                  | 0 | 0 | 0 | 0 | 0 | 0 | 0 | 0 | 1 | 0  | 0  | 1  | 1  | *  | 3.0   |